# Minna av Worms
Minna av Worms, död 1096, var en judisk martyr, skildrad i korstågskrönikan i Worms.    
"Madame Minna" hade en hög ställning i Worms, där hon tillhörde stadens ledande skikt, respekterades av både kristna och judar och underhöll traktens adel som gäster i sitt hus. Under de pogromer som blev följden av första korståget, gömde hon sig i sin källare med ett antal andra överklassjudinnor. När alla stadens övriga judar var dödade, erbjöds hon att rädda sitt liv om hon konverterade, men hon vägrade, och blev då mördad.  